# Regnbågshinneinflammation
Regnbågshinneinflammation (även irit) är en autoimmun reaktion, där irisvävnaden av någon oklar anledning blir inflammerad vilket innebär att ögat blir rött och ljuskänsligt och smärtan utgörs av pupillsammandragningen. Smärtan kan även komma när man tittar på föremål på nära håll. Synnedsättning är sällan förekommande vid akut irit - men förekommer om tillståndet förvärras - och variga och kladdiga ögon förekommer inte - däremot rinniga. Om man inte behandlar irit kan det leda till svår värk och komplikationer i form av till exempel högt ögontryck. Det är inte ovanligt om den återkommer flera gånger under livet.
Många patienter som drabbas av regnbågshinneinflammation är oftast friska, vilket betyder att man inte kan hitta någon eller några utlösande faktorer till inflammationen. Man tror att vissa infektioner skulle kunna medföra att en irit utvecklas i efterloppet, vilket är ovanligt. Ulcerös kolit respektive Crohns sjukdom, där båda två är inflammatoriska tarmsjukdomar, kan innebära en ökad risk för utveckla irit.
Hos en del patienter kan irit även kopplas ihop med Bechterews sjukdom. De flesta som utvecklar Bechterews sjukdom har samma variant av en viss gen. Detta genetiska anlag kallas HLA B27 och går att påvisa med genetisk analys av ett blodprov. Alla som blir sjuka är således inte HLA B27-positiva, och det är endast mindre andel av anlagsbärarna som utvecklar sjukdom.
Irit uppkommer sällan i båda ögonen samtidigt, utan man insjuknar snabbt med värk i ena ögat. Man kan finna vita blodkroppar i kammarvattnet. Kammarvätskan ligger mellan hornhinnan och iris. Blodkropparna kommer ifrån de inflammerade blodkärlen i iris.
Om en patient får adekvat behandling är risken för komplikationer av akut irit mycket liten. Att få upprepade iriter skadar inte ögat eller påverkar synen på lång sikt. Kroniskt förlöpande iriter kan förekomma hos olika patienter och dessa patienter söker oftast ögonläkare på grund av synförsämring. Smärtor i ögonen och ett rött öga är ovanligt för personer med kronisk irit.

## Behandling

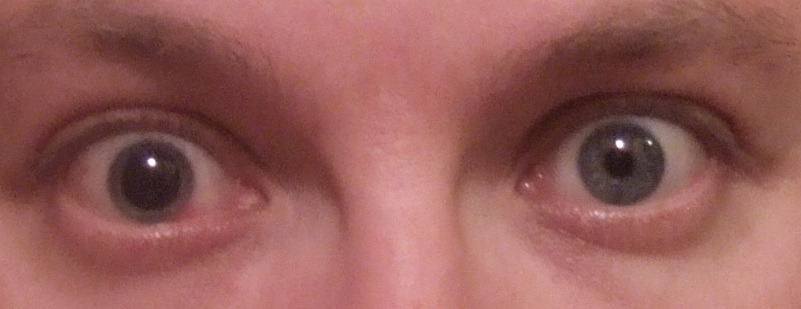
Öga behandlat med pupillvidgande ögondroppar (atropin)

Det är enkelt att behandla akut irit. Man får ögondroppar som vanligtvis innehåller kortison, och andra droppar som innehåller pupillvidgande medel. Man ger pupillvidgande medel dels för att förhindra sammanväxningar mellan iris och linsen, och dels för att hålla iris orörlig, vilket påskyndar läkningen och även är smärtstillande.

## Galleri

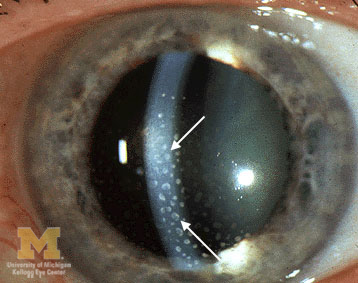
Korneala precipitat (små prickar på hornhinnan).
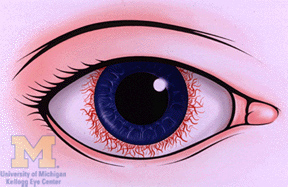
Öga med ciliär injektion som vid regnbågshinneinflammation.